# 中萬学院
中萬学院（ちゅうまんがくいん）は、佐鳴予備校グループの株式会社中萬学院がおもに神奈川県で運営する小学生から高校生までを対象とした学習塾である。

## 概要
- STEP、臨海セミナー、湘南ゼミナールと共に神奈川県を地盤とする塾の一つである。

## 沿革
- 1954年 - 横浜市金沢区に中萬憲明が「中萬英学塾」を生徒80名で創業する。
- 1975年 - 中学受験コースを開講する。
- 1987年 - 高校部門を開設し、本部を横浜駅西口へ移転する。
- 1991年 - 個別指導部門を開設する。
- 1994年 - 創立40周年でサービス内容の大幅な改革を開始する。
- 1996年 - 横浜市港南区に本社ビルが完成する。
- 1997年 - （株）エドベックを設立する。
- 2000年 - （株）中萬学院がサービス評価「AAA」認定を取得し、プライバシーマーク付与が認定される。
- 2001年 - （株）伸学工房を設立する。高校部門に「東進衛星予備校」を導入して「CG高等館 東進衛星予備校」に名称を変更する。
- 2002年 - 中学受験塾の啓明舎と全面協力し、中学受験部門を「CG啓明館」に名称を変更する。
- 2003年 - CG啓明館、高校受験指導、大学受験指導、個別指導の4事業部体制とする。
- 2004年 - 創立50周年で、（株）プロジットを設立する。
- 2005年 - 個別+集団指導の新システム「CGハイブリッド」を開始する。
- 2019年 - 佐鳴予備校の株式会社さなるに子会社化される。
- 2020年 - 株式会社ナガセと東進衛星予備校事業に関するフランチャイズ契約を終了[2]する。

## 運営する学習塾
- 啓明館（中学受験）
- CG中萬学院 (高校受験)
- CGパーソナル（個別指導）
- CG高等館東進衛星予備校（大学受験専門）（2020年2月終了）